# Hof van Baeckelmans

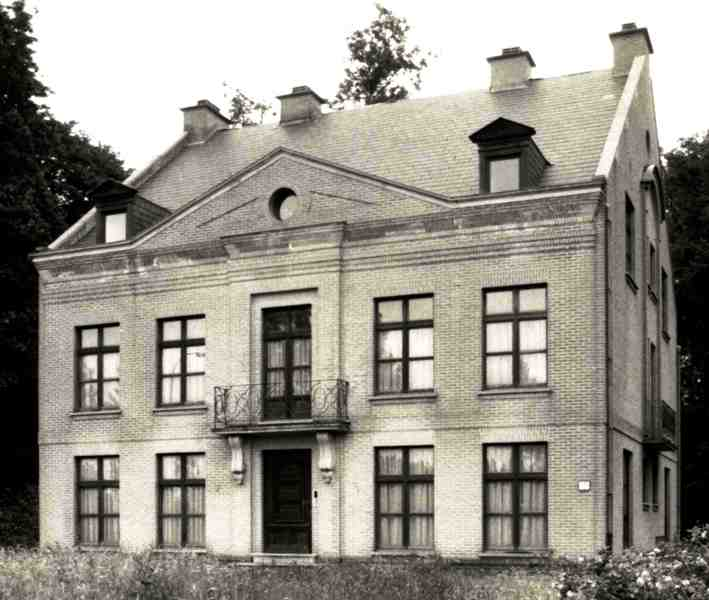
Hof van Baeckelmans, rechterdeel

Het Hof van Baeckelmans (ook: Kasteel Lissnyder) is een kasteel in de tot de Antwerpse gemeente Willebroek behorende plaats Tisselt, gelegen aan Brielen 41-43.

## Geschiedenis
Het kasteel werd gebouwd in 1738 en bestond uit twee vleugels van verschillende hoogte. In 1979 werd het afgebroken vanwege de verbreding van het Zeekanaal Brussel-Schelde. Daarna werden de twee vleugels herbouwd als twee verschillende gebouwen.

## Gebouw
Het linker deel is een dubbelhuis van één bouwlaag.
Het rechter deel is een dubbelhuis in classicistische stijl onder zadeldak. Dit heeft twee bouwlagen en een middenrisaliet met pilasters en een balkon. Daarboven bevindt zich een driehoekig fronton.